# Ariñez
Aríñez or Ariñiz (Ariz en Basque) est un village et une contrée de la municipalité de Vitoria-Gasteiz dans la province d'Alava en Pays basque (Espagne). Il fait partie de la Zone Rurale Sud-Ouest de Vitoria.
Ariñez se trouve à 8.5 km à l'ouest de Vitoria-Gasteiz, avec la route A-102, une bretelle de l'autoroute A-1 (Madrid-Irun) qui unit cette route avec le sud de Vitoria-Gasteiz.
Son bâtiment le plus emblématique est l'église paroissiale de San Julian et Santa Basilisa, qui combine les styles renaissance et baroque.
Ses festivités ont lieu le 9 janvier. Elles se tiennent aussi le jour de la Saint Thomas le 21 décembre.

## Village d'Ariniz
La municipalité d'Ariniz une ancienne commune d'Alava, qui était formé par les villages d'Ariniz, de Margarita et d'Esquíbel. Il était héritier de l'ancienne Hermandad d'Aríñez qui regroupait ces trois villages pendant l'Ancien Régime et qui était intégrée dans la Cuadrilla de Mendoza. En 1928 la commune d'Ariniz a été absorbée par celle de Vitoria-Gasteiz. Au moment de son annexion il comptait approximativement 300 habitants. On compte actuellement environ 157 habitants.

## Démographie
| 2000 | 2001 | 2002 | 2003 | 2004 | 2005 | 2006 | 2007 |
| ---- | ---- | ---- | ---- | ---- | ---- | ---- | ---- |
| 105  | 115  | 117  | 120  | 118  | 117  | 115  | 115  |